# Latchingdon
Latchingdon – wieś i civil parish w Anglii, w hrabstwie Essex, w dystrykcie Maldon. Leży 19 km na południowy wschód od miasta Chelmsford i 62 km na wschód od Londynu. W 2011 roku civil parish liczyła 1241 mieszkańców. Latchingdon jest wspomniana w Domesday Book (1086) jako Lac(h)enduna/Lachentuna/Lessenduna.